# Kulp
Kulp se formó en 2007 es una banda de rock turca . En 2011, el Kulp lanzó un álbum debut titulado "Kulp". En 2013, el Kulp lanzó un álbum segundo titulado "Para Gani". 

## Miembros
- Kerem Olgaç - Bajo eléctrico, corista
- Çağdaş Turan - Vocalista, Guitarra eléctrica
- Murat Altun - batería, percusión
- Ömer Cem Harnak - Guitarra eléctrica
- Onat Artun - órgano

## Discografía

### Álbumes
| Año  | Título |
| 2011 | Kulp   |

1. "Anlatamam"
2. "Tül Perde"
3. "Yancı"
4. "Ayvalık Otogarı"
5. "Seni Aramam İçin"
6. "Beyoğlu"
7. "Gün Akşam Olduğunda"
8. "Sarı Sıcak Şehirlere Yolculuk"
9. "Yoruldum"
10. "Gecenin Karası"
11. "Beyoğlu (acústico)"

| Año  | Título    |
| 2013 | Para Gani |

1. "Para Gani"
2. "Yalan Dünya"
3. "Yasak Aşk"
4. "Yine Geldim Bu Dünyaya"
5. "Tül Perde"
6. "Yine de"
7. "Sokak Çocuğu"
8. "Sorma"
9. "Bar Kuşu"
10. "Hacı"

## Clips de vídeo
- Ayvalık Otogarı